# اسلام در مونته‌نگرو
اسلام در مونته نگرو  به عنوان دومین دین بزرگ در کشور بعد از مسیحیت است.  بر اساس سرشماری سال ۲۰۱۱، جمعیت مسلمانان ۱۱۸,۴۸۷ هزار نفر می باشد. که ۲۰ درصد از کل جمعیت مونته نگرو را تشکیل می دهند. که اکثریت آنان نیز سنی می باشند.  بر اساس برآورد مرکز تحقیقات پیو، مسلمانان تا سال ۲۰۲۰ دارای ۱۳۰,۰۰۰هزار نفر (۲۰.۳ درصد) از جمعیت مونته‌نگرو هستند.